# Arrondissement Doornik

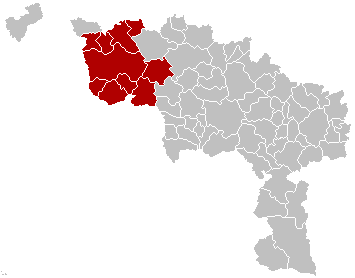
Het voormalige arrondissement Doornik

Het arrondissement Doornik is een voormalig arrondissement van de Belgische provincie Henegouwen. Het arrondissement is opgegaan in het nieuwe arrondissement Doornik-Moeskroen en omvatte 10 gemeenten:
- Antoing
- Brunehaut
- Celles
- Doornik (Tournai)
- Estaimpuis
- Leuze-en-Hainaut
- Mont-de-l'Enclus (Kluisberg)
- Pecq
- Péruwelz
- Rumes

Het arrondissement had een oppervlakte van 607,52 km² en telde 147.011 inwoners op 1 januari 2018.

## Geschiedenis
Het arrondissement Doornik ontstond in 1800 als eerste arrondissement in het departement Jemappes. Het bestond oorspronkelijk uit de kantons Antoing, Aat, Celles, Elzele, Frasnes, Lessen, Leuze, Péruwelz, Quevaucamps, Templeuve en Doornik.
In 1818 werden de arrondissementen Aat en Zinnik opgericht. Hierbij werd de kantons Aat, Elzele, Frasnes en Quevaucamps afgestaan aan het arrondissement Aat en het kanton Lessen aan het arrondissement Zinnik.
Bij de definitieve vaststelling van de taalgrens in 1963 werden de toenmalige gemeenten Amougies, Orroir en Rozenaken van het arrondissement Oudenaarde aangehecht.
In 1971 werd de toenmalige gemeente Wattripont afgestaan aan het arrondissement Aat.
In 1977 werden de toenmalige opgeheven gemeenten Blaton, Ligne en Montrœul-au-Bois afgestaan aan het arrondissement Aat en werden Blicquy en Tourpes aangehecht van datzelfde arrondissement.
Op 1 januari 2019 werden de arrondissementen van Doornik en Moeskroen samengevoegd tot het nieuwe arrondissement Doornik-Moeskroen.

## Demografie
| Inwoners van jaar tot jaar op 1 januari - 1992 tot 2018 | Inwoners van jaar tot jaar op 1 januari - 1992 tot 2018 | Inwoners van jaar tot jaar op 1 januari - 1992 tot 2018 |
| Jaar                                                    | Aantal                                                  |                                                         |
| ------------------------------------------------------- | ------------------------------------------------------- | ------------------------------------------------------- |
| 1992                                                    | 140.769                                                 |                                                         |
| 1993                                                    | 140.922                                                 |                                                         |
| 1994                                                    | 141.172                                                 |                                                         |
| 1995                                                    | 141.212                                                 |                                                         |
| 1996                                                    | 140.965                                                 |                                                         |
| 1997                                                    | 140.928                                                 |                                                         |
| 1998                                                    | 140.757                                                 |                                                         |
| 1999                                                    | 140.815                                                 |                                                         |
| 2000                                                    | 140.550                                                 |                                                         |
| 2001                                                    | 140.673                                                 |                                                         |
| 2002                                                    | 140.830                                                 |                                                         |
| 2003                                                    | 140.831                                                 |                                                         |
| 2004                                                    | 140.977                                                 |                                                         |
| 2005                                                    | 141.337                                                 |                                                         |
| 2006                                                    | 141.748                                                 |                                                         |
| 2007                                                    | 142.196                                                 |                                                         |
| 2008                                                    | 142.932                                                 |                                                         |
| 2009                                                    | 143.683                                                 |                                                         |
| 2010                                                    | 144.486                                                 |                                                         |
| 2011                                                    | 145.183                                                 |                                                         |
| 2012                                                    | 145.780                                                 |                                                         |
| 2013                                                    | 146.297                                                 |                                                         |
| 2014                                                    | 146.598                                                 |                                                         |
| 2015                                                    | 146.831                                                 |                                                         |
| 2016                                                    | 146.535                                                 |                                                         |
| 2017                                                    | 146.910                                                 |                                                         |
| 2018                                                    | 147.011                                                 |                                                         |